# Église Saint-André de Roquefère
L'église Saint-André de Roquefère est une église située sur la commune de Roquefère en proximité de la commune de Labastide-Esparbairenque dont elle est église paroissiale, dans le département français de l'Aude en région Occitanie.
L'Abside, la chapelle de la Vierge Marie, et le clocher ont été inscrits au titre des monuments historiques en 1948.

## Localisation
Bien qu'église paroissiale de Labastide-Esparbairenque, en raison de sa localisation à l'écart du village, elle est située sur le territoire communal de Roquefère.